# 漫射紅外線背景輻射實驗

DIRBE儀器的光路圖

漫射紅外線背景輻射實驗 (Diffuse Infrared Background Experiment，DIRBE)是NASA在宇宙背景探測者任務中測量天空漫射紅外線的一項實驗。DIRBE的儀器是絕對輻射計和一架口徑19公分的折疊離軸格里望遠鏡。目標是在從近紅外線到遠紅外線 (1.25至240微米) 的10個頻率波段上觀察宇宙的亮度地圖。同時，也在1.25、 2.2 和 3.5 微米測量線性偏極化。在任務期間，這套儀器每天可以取得半個天球的樣本。

## 其它紅外線的巡天
- IRAS 1983
- WISE 2010
- WFIST 2020 (planned)

## 外部連結
- NASA: DIRBE Overview （页面存档备份，存于）